# Álvaro Arranja
Álvaro Arranja  (Lisboa, 1960) é um professor  e historiador português.
Como historiador, tem orientado a sua investigação para os temas relacionados com a história contemporânea, nomeadamente da Primeira República Portuguesa, do movimento operário, da resistência à ditadura e de Setúbal. É autor de diversos livros, artigos e conferências sobre história contemporânea. É Vice-Presidente do Centro de Estudos Bocageanos.

## Livros e artigos publicados por Álvaro Arranja[1]

### Livros de Álvaro Arranja
- Bocage, a liberdade e a Revolução Francesa, Setúbal, CEB, 2003. 7
- Anarco-sindicalistas e republicanos : Setúbal na I República, Setúbal, CEB, 2009. 9
- Mataram Mariana... : dos fuzilamentos de Setúbal à ruptura operariado-república em 1911, Setúbal : CEB, 2011.h
- Organização, prefácio e notas a CARVALHO, Almeida, A Batalha do Viso e a Revolta da Patuleia em Setúbal,  Setúbal, CEB, 2013. p
- O Homem da Boca Cerrada, Setúbal, CEB, 2016. 66
- A República e os Operários – a Greve Geral de 1912 na imprensa da época, Setúbal, CEB, 2017. 6
- O Centenário de Bocage em 1905 (em Portugal e no Brasil), Setúbal, CEB, 2019, 1
- História(s) da Ditadura e da Revolução de 25 de Abril, Setúbal, CEB, 2024, 11

Textos de Álvaro Arranja em livros coletivos:
“O 5 de Outubro em Setúbal – Republicanismo e Movimento Operário”, in Encontro de Estudos Locais do Distrito de Setúbal, Setúbal, ESE, 1988 
“O Movimento Sindical dos Pescadores em Setúbal”, in Encontro com o Sado, Setúbal, ESE, 1999
“A I República e o Movimento Operário em Setúbal”, in Setúbal – Roteiros Republicanos, Lisboa, QuidNovi, 2010
"Jaime Cortesão na Espanha Republicana", in Jaime Cortesão Cidadão Patriota e Resistente, Lisboa, Museu do Aljube, 2020
" Bocage na Imprensa Brasileira", in BOCAGE E O BRASIL - ALVORES DE LIBERDADE, Setúbal, CEB, 2022, 13

### Artigos
- «A implantação da República em Setúbal», in História, n.º 73, Lisboa, novembro de 1984, pp.62-67.
- “Experiências Autogestionárias na Espanha Republicana Durante a Guerra Civil”, in História, nº 82, Agosto de 1985, pp. 16-21.
- «As revoltas da fome em Setúbal», in História n.º 86, Lisboa, dezembro de 1985, pp. 16-19.
- “A Primeira Greve Geral em Portugal”, in História, nº 107, Abril de 1988, pp. 16-21, pp. 14-17.
- «Os socialistas portugueses e a I Guerra Mundial, n.º 112, setembro de 1988, pp. 76-81.
- «A guerra de Espanha na imprensa de Setúbal», in História, ano XII, n.º 128, Lisboa, maio 1990, pp. 84-88.
- «A Resistência à Ocupação Colonial na Guiné-Bissau no início do século XX», in Terra Solidária, nº24, setembro/outubro 1990, pp. 19-22.
- «A suspensão do jornal "O Setubalense" em 1927 : primórdios da censura na ditadura». in História, ano XIII, n.º 141, Lisboa, junho de 1991, pp. 65-69.
- “O Partido Socialista Português na I República”, in História, nº 149, fevereiro de 1992, pp.58-67.
- “O Centenário de Bocage em 1905”, in História, nº 156, setembro de 1992, pp. 26-39.
- «A indústria das conservas de peixe em Setúbal : 1930-1960» in Sítios e Memórias, ano 1, n.º 4, Lisboa, novembro de 1997, pp. 70-78.
- «Memórias vivas : entrevista com 2 ex-operários conserveiros de Setúbal» in Sítios e Memórias, ano 1, n.º 4, Lisboa, novembro de 1997, pp. 79-81.
- “Greves em Setúbal 1910-1911/Anarco-Sindicalismo e Republicanismo”, in História, nº 11(nova série), fevereiro de 1999, pp. 40-47.
- “Um Governo de Esquerda na I República – José Domingues dos Santos”, in História, nº 29(nova série), outubro de 2000, pp. 10-13.
- “Germinal – Um Jornal Anarco-Sindicalista de Setúbal”, in História, nº 78, Julho/Agosto de 2005, pp. 46-48.
- “A Revolta dos Marinheiros”, in História, nº 91, Novembro de 2006, pp. 51-53.
- “Setúbal e a Greve Geral de 1911”, in O Setubalense, 01.16.2007
- “Bocage e José Afonso”, in O Setubalense, 25.07.2007
- “ A Inquisição e o Messias de Setúbal”, in O Setubalense, 21.12.2007
- " Buíça e Costa", in Esquerda.net, 30.01.2008. Disponível em a
- “ Moradores de Setúbal na Revolução de 25 de Abril”, in O Setubalense, 02.05.2008
- “ Jaime Rebelo – O Homem da Boca Fechada”, in O Setubalense, 24.09.2008
- “ Setúbal no Atlas de Pedro Teixeira em 1634”, in O Setubalense, 28.12.2008
- “ O Congresso Republicano de 1909 em Setúbal”, in O Setubalense, 28.01.2009
- “ A Censura contra O Setubalense em 1927”, in O Setubalense, 27.05.2009
- “ Francisco Ferrer” in O Setubalense, 25.11.2009
- “ A República vista por «O Trabalho»”, in O Setubalense, 28.07.2010
- “ Os Republicanos e o Centenário de Bocage” in O Setubalense, 29.09.2010
- "140 anos da Comuna de Paris", in Esquerda.net, 27.05.2011. Disponível em is
- "100 anos da Greve Geral de 1912", in Esquerda.net, 30.01.2012. Disponível em 2
- “ Setúbal na Revolução de 25 de Abril”, in O Setubalense, 30.04.2012
- "No centenário da União Operária Nacional", in Esquerda.net, 13.03.2014. Disponível em  3
- "Mataram Jaurès", in Esquerda.net, 30.07.2014, 3
- "A revolta dos marinheiros de 1936", in Esquerda.net, 08.09.2016. Disponível em https://www.esquerda.net/artigo/revolta-dos-marinheiros-em-1936/44361
- «No Centenário da CGT e de "A Batalha"», in Esquerda, nº2, março de 2020, pp. 90-93. 9
- "Mário Castelhano morreu no Tarrafal há 80 anos", in Esquerda.net, 11.10.2020. Disponível em 8
- "Cândido de Oliveira - das torturas da PVDE ao Tarrafal", in Esquerda.net, 23.12.2020. Disponível em 3
- "Jaime Cortesão e os antifascistas portugueses na Espanha republicana e na guerra civil", in Esquerda.net, 20.01.2021. Disponível em 7
- "Álvaro Lins - o embaixador brasileiro que enfrentou Salazar", in Esquerda.net, 10.03.2021. Disponível em https://www.esquerda.net/artigo/alvaro-lins-o-embaixador-brasileiro-que-enfrentou-salazar/73184
- "A libertação dos presos políticos na Revolução de Abril", in Esquerda.net, 24.04.2021. Disponível em 1
- "Louise Michel e os 150 anos da Comuna de Paris", in Esquerda.net, 02.05.2021. Disponível em https://www.esquerda.net/artigo/louise-michel-e-os-150-anos-da-comuna-de-paris/74122
- "A Internacional faz 150 anos", in Esquerda.net, 12.09.2021. Disponível em https://www.esquerda.net/artigo/internacional-faz-150-anos/76780
- "A Seara Nova, o Governo da Esquerda Democrática e a opção da oligarquia pela ditadura", in Esquerda.net, 17.10.2021. Disponível em  h8
- "Amílcar Cabral propõe negociações. Salazar opta pela guerra." in Esquerda.net, 15.12.2021. Disponível em h
- "Mataram Mariana… a greve das operárias conserveiras de Setúbal em março de 1911", in Esquerda.net, 14.03.2022, 3
- "A Revolução de Abril na imprensa italiana", in Esquerda.net, 24.04.2022, 6
- "A Revolução Republicana de 5 de Outubro em Setúbal", in Esquerda.net, 06.10.2022, 7
- "1980: quando a ditadura prendeu Lula", in Esquerda.net, 26.10.2022, 9
- "Os mortos pela PIDE em 25 de Abril", 25.04.2023, 8
- "Ditadura encerra Faculdade de Letras. “Gorilas” agridem estudantes", in Esquerda.net, 14.05.2023, 3
- "O 5 de Outubro e a repressão da oposição durante a ditadura", in Esquerda.net, 05.10.2023, 6
- "As últimas “eleições” da ditadura", in Esquerda.net, 28.10.2023, 9
- "Fascismo e Grande Capital", in Esquerda.net, 21.01.2024,3
- “Grândola” no Coliseu pelo fim da ditadura", in Esquerda.net, 29.03.2024, 8
- "Os primeiros 1º de Maio", in Esquerda.net, 10.01.2025, 1
- "Há 60 anos, a PIDE assassinou Humberto Delgado", in Esquerda.net, 12.02.2025,
- "11 de março – um golpe contra o 25 de Abril", in Esquerda.net, 11.03.2025, 7
- Outros artigos no site Esquerda.net  -   h

## Conferências, colóquios e visitas guiadas por Álvaro Arranja
- “Humberto Delgado e as Eleições de 1958 em Setúbal”, na Biblioteca Municipal de Setúbal, 17 de Dezembro de 1998.
- “A Mulher e o Movimento Operário em Setúbal – A Greve de 1911 das Operárias Conserveiras”, a convite do Museu de Arqueologia e Etnografia de Setúbal, 30 de Abril de 1999.
- “Pensar Setúbal – Aspectos sócio-demográficos do concelho”, a convite da Universidade Popular de Setúbal, 24 de Março de 2000.
- “Bocage visto por Republicanos e Anarquistas”, a convite do Centro de Estudos Bocageanos, 17 de Maio de 2002.
- “O Movimento Operário em Setúbal – da Monarquia à I República”, Jornadas de História Local de Setúbal, 10 de Março de 2007.
- “Alfredo da Silva, a CUF e as lutas operárias”, na Biblioteca Municipal do Barreiro, 6 de Julho de 2007.
- “Anarco-Sindicalistas e Republicanos – o Movimento Operário em Setúbal na I República”, a convite do Museu de Arqueologia e Etnografia de Setúbal, 15 de Março de 2008.
- “Setúbal e a Guerra Civil de Espanha”, a convite da Cooperativa Cultural Prima Folia, 3 de Julho de 2008.
- “Cuba – da Independência à Ditadura de Batista”, na Biblioteca Municipal de Setúbal, no colóquio sobre Che Guevara do Centro de Estudos Bocageanos, 7 de Novembro de 2008.
- “As Greves Gerais em Portugal”, no Congresso Internacional Karl Marx da Universidade Nova de Lisboa, 16 de Novembro de 2008.
- “José Afonso na cidade do Sado”, no colóquio organizado pela Associação José Afonso, realizado em Setúbal, a 3 de Abril de 2009.
- “Os Centenários de Camões e Bocage e a Propaganda Republicana”, Biblioteca Municipal de Setúbal, 17 de Setembro de 2009.
- “A República e o Movimento Operário em Setúbal”, a convite da Câmara Municipal da Moita, Moita, 2 de Outubro de 2010.
- “ O Quotidiano Operário em Setúbal na I República”, a convite da Câmara Municipal da Moita, Moita, 9 de Outubro de 2010.
- “A I República no concelho do Seixal”, a convite da Câmara Municipal do Seixal, Amora, 29 de Janeiro de 2011.
- “Dos Fuzilamentos de Setúbal à Ruptura Operariado-República em 1911”, no Museu da República e Resistência de Lisboa, 8 de Maio de 2011.
- Visita guiada “A 1ª República e o Movimento Operário em Setúbal”, organizada pelo Centro de Estudos Bocageanos, 13 de Outubro de 2012.
- “Portugal em 1912”, na Escola Secundária Ferreira Dias, em Sintra, organizada pelo Clube da História e Património, 30 de Novembro de 2012.
- “O Centenário de Bocage em 1905 – Republicanismo e Sindicalismo”, na Casa da Cultura de Setúbal, 2 de Fevereiro de 2013.
- “Bocage, o Iluminismo e a Revolução Francesa”, na Casa da Cultura de Setúbal, 15 de Outubro de 2013.
- Visita guiada, “Setúbal em Armas - A Batalha do Viso e a Revolta da Patuleia em Setúbal”, organizada pelo Centro de Estudos Bocageanos e Casa da Cultura de Setúbal, 31 de Maio de 2014.https://centro-de-estudos-bocageanos7.webnode.pt/news/website-lan%c3%a7ado/
- “A Revolução Francesa na Pintura e na Ilustração”, na Casa da Cultura de Setúbal, em 20 de Setembro de 2014.
- “Humberto Delgado – o General Sem Medo”, Casa da Cultura de Setúbal, em 25 de Abril de 2015.
- Visita guiada o “O Último Dia do General Sem Medo”, a Badajoz, Olivença e Villanueva del Fresno, no âmbito das atividades que assinalaram o cinquentenário do assassinato de Humberto Delgado, organizadas pelo Centro de Estudos Bocageanos e Casa da Cultura de Setúbal, em 14 de Junho de 2015.https://centro-de-estudos-bocageanos7.webnode.pt/news/o-ultimo-dia-do-general-sem-medo-visita-guiada-a-badajoz-olivenca-e-villanueva-del-fresno/
- “Bocage Visto por Republicanos e Anarquistas”, na Biblioteca Nacional, em 22 de Setembro de 2015.
- “Bocage…um afrancesado”, na Casa Bocage e a convite da Associação Agostinho da Silva, em 28 de Novembro de 2015.
- “Bocage e Goya em tempo de revolução”, a convite da Câmara Municipal de Setúbal, na Galeria Municipal, em 16 de Janeiro de 2016.
- “Aristides de Sousa Mendes – O Cônsul que Desobedeceu a Salazar”, na Casa da Cultura de Setúbal, em 6 de Fevereiro de 2016.
- “A Batalha do Viso e a Revolta da Patuleia”, na Universidade Sénior de Setúbal, em 13 de Fevereiro de 2016.
- “O centenário de Bocage em 1905”, na Sociedade de Geografia de Lisboa, em 20 de Junho de 2016.
- “O Centenário de Bocage em 1905”, no congresso «Bocage e as Luzes do século XVIII», em 14 de Setembro de 2016.https://centro-de-estudos-bocageanos7.webnode.pt/news/imagens-do-congresso-internacional-bocage-e-as-luzes-do-seculo-xviii/
- «O MUD e a candidatura de Norton de Matos na resistência à ditadura de Salazar», na Casa da Cultura de Setúbal, em 22 de Abril de 2017.
- «Guernica – a Arte e a História», na Casa da Cultura de Setúbal em 19 de Novembro de 2017.
- «60 anos da candidatura de Humberto Delgado à Presidência», na Casa da Cultura de Setúbal, em 24 de Novembro de 2018.
- «Jaime Cortesão na Espanha Republicana», no Museu do Aljube Resistência e Liberdade de Lisboa, em 26 de Outubro de 2019. https://www.museudoaljube.pt/wp-content/uploads/2019/10/2019_10_26_ET_JC_Coloquio_Programa_web.pdf
- « Os Anos 20 nas páginas de A Batalha (da I República à Ditadura)», na Casa da Cultura de Setúbal, em 9 de Novembro de 2019.
- «150 Anos do Monumento a Bocage», na Casa da Cultura de Setúbal, em 4 de Dezembro de 2021.
- «Cândido de Oliveira - das torturas da PVDE ao Tarrafal», no colóquio "Abril e Resistência(s)", organizado pelo Núcleo de História da Faculdade de Ciências Sociais e Humanas da Universidade Nova de Lisboa, em 11 de Janeiro de 2022.
- Conferência: "Imagens do Centenário de Bocage em 1905, Casa da Cultura de Setúbal, 16 de setembro de 2022.
- A Revolta da Patuleia e a Batalha do Viso em Setúbal, visita guiada a convite do Lions Clube de Setúbal. 2023-05-03.
- Conferência "Bocage no Cinema", na Casa da Cultura de Setúbal, 2023-09-10

## Atividades de Álvaro Arranja como Formador de Professores
- responsável pelo curso «Ensinar a História da 1ª República Portuguesa», no Centro de Formação de Professores de Setúbal, no ano letivo de 2017-2018.
- responsável pelo curso «Ensinar a História da Oposição à Ditadura em Portugal (1926-1974)», no Centro de Formação de Professores de Setúbal, no ano letivo de 2019-2020.
- responsável pelo curso «Ensinar a História da Revolução de 25 de Abril de 1974», no Centro de Formação de Professores de Setúbal, no ano letivo de 2022-2023, 4/

## Atividade associativa, sindical e política
Entre 1982 e 1984 foi membro da direção da Associação de Estudantes da Faculdade de Direito de Lisboa. De 1982 e 1986 foi membro do Conselho Nacional da UEDS (União da Esquerda para a Democracia Socialista). Foi membro da direção do Sindicato dos Professores da Grande Lisboa, de 1997 a 2000. Assinou o manifesto de fundação do Bloco de Esquerda em 1999. Foi deputado à Assembleia Municipal de Setúbal pelo Bloco de Esquerda e candidato por esta força política às eleições para a Assembleia da República de 1999 e 2015.

## Prefácio de livros de outros autores escritos por Álvaro Arranja
Prefácio do livro «Uma Família nos Tempos de Salazar - a luta diária pelo pão e pela dignidade», de Florbela Teixeira. 
Prefácio do livro «A Greve Geral revolucionária de 18 de janeiro de 1934 à beira Sado», de Diogo Ferreira. a/